# 마이클 패트릭 잔
마이클 패트릭 잰(Michael Patrick Jann, 1970년 5월 15일 ~ )은 미국의 영화 감독, 배우, 각본가, 영화 제작자이다.
올버니에서 태어났다.

## 작품 목록

### 영화 연출
- 드롭 데드 고저스 (1999)

### 영화 각본
- 렛츠 고 투 프리슨 (2006)

### 텔레비전 연출
- 르노 911! (2003-07)
- 리틀 브리튼 USA (2008, Little Britain USA)